# Contra Relevo
Contra Relevo (Objeto nº 7) é uma obra da artista brasileira Lygia Clark. É uma tela neoconstrutivista de 1959 em composição de tinta industrial sobre madeira.
A obra foi apresentada pela primeira vez na Bienal de Artes Plásticas da Bahia no ano de 1966. Em maio de 2013, foi arrematada, em Nova York, por US$ 2,2 milhões (R$ 4,5 milhões), tornando-se ate aquele momento, a obra mais valiosa de um brasileiro vendida num leilão.